# Böhse Onkelz
Böhse Onkelz (от нем. Böse Onkels — «злые дядьки») — рок-группа из Германии. Группа Böhse Onkelz образовалась в ноябре 1980 года в городе Хёсбах тремя молодыми людьми: Штефаном Вайднером, Петером Шоровски и Кевином Расселом.

## Участники
- Кевин Рассел (вокал) — с 1980
- Штефан Вайднер (бас-гитара) — с 1980
- Маттиас Рёр (гитара) — с 1981
- Петер Шоровски (ударные) — с 1980

## Дискография
Студийные альбомы
- 1984 — Der nette Mann
- 1985 — Böse Menschen - Böse Lieder
- 1987 — Onkelz wie wir...
- 1988 — Kneipenterroristen
- 1990 — Es ist soweit
- 1991 — Wir ham' noch lange nicht genug
- 1992 — Heilige Lieder
- 1993 — Weiß
- 1993 — Schwarz
- 1995 — Hier sind die Onkelz
- 1996 — E.I.N.S.
- 1998 — Viva los Tioz
- 2000 — Ein böses Märchen
- 2002 — Dopamin
- 2004 — Adios
- 2016 — Memento

## Der W
Der W — сольный проект басиста группы Böhse Onkelz Штефана Вайднера после её распада в 2005 году. В рамках проекта выпущен первый сингл «Geschichtenhasser». А в 2008 году был выпущен дебютный альбом Schneller, höher, Weidner. В 2009 году был выпущен DVD c фестиваля в Wackene. В 2010 году был выпущен второй альбом под названием «Autonomie». После этого был создан второй сингл из альбома под названием «Sterne». В 2011 вышел в свет Demo (Was Ist Denn Hier Nicht Los—EP). С нового EP 16 февраля дебютировал клип Fleisch.
Дискография :
- Schneller, höher, Weidner — 2008
- Autonomie — 2010
- Was Ist Denn Hier Nicht Los — EP — 2011

Синглы :
- Geschichtenhasser — 2008
- Sterne — 2010

Клипы :
- Geschichtenhasser
- Du Kannst Es
- Fleisch
- Machsmaulauf

DVD :
- Von A Nach W (Live in Berlin 2009)
- Live At Wacken 2009